# Coppa dei Campioni del Sudamerica
La Coppa dei Campioni del Sudamerica (in portoghese Campeonato Sul-americano de Clubes Campeões; in spagnolo Copa de Campeones Sudamericanos) fu una competizione calcistica sudamericana per club, della quale si tenne un'unica edizione nel 1948 a Santiago del Cile.
Il torneo è stato riconosciuto nel 1996 dalla CONMEBOL come antenato non ufficiale della Coppa Libertadores.

## Storia
La manifestazione nacque per iniziativa del Colo-Colo, da cui l'idea di disputarlo nella capitale cilena.
Il torneo, vinto dai brasiliani del Vasco da Gama per un punto sugli argentini del River Plate, fu considerato per quasi mezzo secolo nulla più che un'esibizione amichevole dalla CONMEBOL, la confederazione calcistica sudamericana; soltanto nel 1996, 36 anni dopo la nascita della Coppa Libertadores, i dirigenti di Vasco da Gama chiesero al Comitato Esecutivo della Conmebol il riconoscimento della competizione e l'ammissione del Vasco da Gama come partecipante alla Supercoppa Sudamericana 1997, ex competizione Conmebol a cui sono stati ammessi solo i precedenti campioni della Copa Libertadores. Il sollecito fu accolto "in riconoscimento del successo sportivo e della sua verità storica" (come scritto nel documento). Il titolo di campione sudamericano però è rimasto simbolico. La Coppa dei Campioni del Sudamerica, pur non essendo una competizione CONMEBOL, è stata comunque nominata antesignana della Copa Libertadores.
Il capocannoniere fu Roberto Capparelli del Deportivo Litoral con sette marcature all'attivo.

## Squadre partecipanti
1. Colo-Colo (Cile), campione nazionale del 1947 e squadra ospitante
2. Emelec (Ecuador), campione di Guayaquil nel 1946[5]
3. Deportivo Lítoral (Bolivia), campione di La Paz 1947[6]
4. Deportivo Municipal (Perù), secondo classificato al campionato nazionale 1947[7]
5. Nacional (Uruguay), campione nazionale 1947
6. River Plate (Argentina), campione nazionale del 1947
7. Vasco da Gama (Brasile), campione di Rio de Janeiro del 1947[8]

## Tabellino
| Data  | Incontri            | Incontri  | Incontri            | Incontri                                                                                                  |
| Data  | Squadra A           | Risultato | Squadra B           | Marcatori                                                                                                 |
| ----- | ------------------- | --------- | ------------------- | --- |
| 11/02 | Colo-Colo           | 2 - 2     | Emelec              | Jiménez (E) 14, Yepes (E) 17, Aranda (C) 46, Varela (C) 57                                                |
| 14/02 | Vasco da Gama       | 2 - 1     | Deportivo Lítoral   | Lelé (V) 9, Lelé (V) 67, Sandoval (L) 70                                                                  |
| 14/02 | Nacional            | 3 - 2     | Deportivo Municipal | W. Gómez (N) 11, W. Gómez (N) 27, Cabada (M) 29, J.García (N) 51, Guzmán (M) 66                           |
| 18/02 | River Plate         | 4 - 0     | Emelec              | Martínez 10, Loustau 25, Loustau 40, Martínez 47                                                          |
| 18/02 | Vasco da Gama       | 4 - 1     | Nacional            | Ademir (V) 11, W. Gómez (N) 25, Maneca (V) 68, Danilo (V) 70, Friaça (V) 89                               |
| 21/02 | River Plate         | 2 - 0     | Deportivo Municipal | Loustau 61, Labruna 71                                                                                    |
| 21/02 | Colo-Colo           | 4 - 2     | Deportivo Lítoral   | López (C) 13, López (C) 37, Capparelli (L) 38, López (C) 52, Capparelli (L) 67, Saenz (C) 82              |
| 25/02 | Nacional            | 3 - 1     | Deportivo Lítoral   | A. García (N) 40, A. García (N) 55, Rodríguez (L) 60, Orlandi (N) 66                                      |
| 25/02 | Vasco da Gama       | 4 - 0     | Deportivo Municipal | Lelé 12, Friaça 58, Ismael 61, Friaça 70                                                                  |
| 28/02 | Vasco da Gama       | 1 - 0     | Emelec              | Ismael 47                                                                                                 |
| 28/02 | Deportivo Municipal | 3 - 1     | Colo-Colo           | Varela (C) 46, Mosquera (M) 57, Mosquera (M) 60, Torres (M) 85                                            |
| 03/03 | Deportivo Lítoral   | 3 - 1     | Emelec              | Capparelli (L) 23, Capparelli (L) 48, Mendoza (E) 70, Capparelli (L) 87                                   |
| 03/03 | Nacional            | 3 - 0     | River Plate         | A. García 48, Castro 57, Orlandi 59                                                                       |
| 08/03 | Deportivo Municipal | 4 - 0     | Emelec              | Mosquera (M) 12, Mosquera (M) 51, Drago (E) 35, C.Perales (E) 48                                          |
| 08/03 | Colo-Colo           | 1 - 1     | Vasco da Gama       | Farias (C) 46, Friaça (V) 67                                                                              |
| 09/03 | River Plate         | 5 - 1     | Deportivo Lítoral   | Di Stéfano (R) 11, Moreno (R) 29, Di Stéfano (R) 47, Di Stéfano (R) 63, Loustau (R) 81, Capparelli (L) 82 |
| 09/03 | Colo-Colo           | 3 - 2     | Nacional            | A. García (N) 4, Lorca (C) 15, W. Gómez (N) 47, López (C) 70, Peñaloza (C) 74                             |
| 14/03 | Nacional            | 4 - 1     | Emelec              | Gambetta (N) 5, A. García (N) 29, Orlandi (N) 37, Gambetta (N) 56, Fernández (E) 87                       |
| 14/03 | Vasco da Gama       | 0 - 0     | River Plate         | -- |
| 17/03 | Deportivo Municipal | 3 - 1     | Deportivo Lítoral   | López (M) 15, Torres (M) 37, Capparelli (L) 48, López (M) 80                                              |
| 17/03 | River Plate         | 1 - 0     | Colo-Colo           | Di Stéfano 61                                                                                             |

## Classifica
| Squadre             | G | V | P | S | GF | GS | Punti |
| ------------------- | - | - | - | - | -- | -- | ----- |
| Vasco da Gama       | 6 | 4 | 2 | 0 | 12 | 3  | 10    |
| River Plate         | 6 | 4 | 1 | 1 | 12 | 4  | 9     |
| Nacional            | 6 | 4 | 0 | 2 | 16 | 11 | 8     |
| Deportivo Municipal | 6 | 3 | 0 | 3 | 12 | 11 | 6     |
| Colo-Colo           | 6 | 2 | 2 | 2 | 11 | 11 | 6     |
| Deportivo Lítoral   | 6 | 1 | 0 | 5 | 9  | 18 | 2     |
| Emelec              | 6 | 0 | 1 | 5 | 4  | 18 | 1     |